# باتريشيا جانيس
باتريشيا جانيس (بالإنجليزية: Patricia Janus)‏ (20 أبريل 1932 - 9 يونيو 2006)؛ ممرضة، كاتِبة وشاعرة أمريكية.